# Хміль (Сарненський район)
Хміль — село в Україні, у Березівській сільській громаді Сарненського району Рівненської області. Населення становить 1150 осіб. 
На теріторії села побудований Дім Молитви релігійної організації УЦХВЄ. Релігійна організація УЦХВЄ утворилась 1994році. Першим пресвітером організації був Коханевич Іван Адамович. Діючим пресвітером на даний час являється Лесковець Петро Оникійовіч. На базі помісної церкві діє Дитяча Недільна Школа, яка складається з двох груп, старшої та молодшої.  

## Назва
Село Хміль має одну із назв яких не існує в Рівненській області. Назва села походить від того, що в давнину тут були зарослі дикого хмелю, який ріс навколо хутора.
Перші поселенці хутора Хміль з'явилися приблизно в 1870 році. Шукаючи нові землі для випасання худоби і посівів сільськогосподарських рослин, мешканці с. Глинне (сусіднє) робили літні табори. Ці табори розташовувались навколо території, де зараз знаходиться с. Хміль. На зиму вони поверталися на місця свого проживання. З часом на місцях тих таборів виникли хутори: Дрені, Невойти, Рахни. Чисельність їх була невеликою по п'ять дворів. Поблизу одного хутора, де зараз розкинулося село, було дуже багато дикого хмелю, тому його назвали Хмелем.

## Історія
До 1915 року в цьому поселенні нараховувалось більше 20 дворів. Господарства були одноосібні. Господарі, які мали багато землі, тримали по 15 голів худоби, самі орали, сіяли, збирали. Люди мали свої жорна і мололи борошно.
На той час землі були при владі Польщі. До 1939 року село вважалося хутором нарівні з іншими хуторами. Це Стоячна, Дрені, Настахи, Копища. З усіх названих хуторів найбільшим був Хміль.
У 1939 році хутір Хміль у складі Західної України був приєднаний до СРСР. У роки Великої Вітчизняної війни багато жителів хуторів брали участь у партизанському русі. Та п'ятеро жителів у лавах червоної армії.
У 1959 році хутори почали розкидати і звозити до купи, так і утворилося село Хміль.
В 1960 р. був відкритий фельдшерсько-акушерський пункт. У 1964 році розпочинається будівництво восьмирічної школи. Клуб було збудовано в 1972 році.
За декілька кілометрів від села Хміль протікає мальовнича річка Ствига, яка є притокою річки Горинь. Також серед мальовничих краєвидів околиць села, розкинулися два озера: Біле і Чорне

## Населення
За переписом населення 2001 року в селі мешкало 855 осіб.

### Мова
Розподіл населення за рідною мовою за даними перепису 2001 року:
| Мова       | Відсоток |
| ---------- | -------- |
| українська | 97,55 %  |
| білоруська | 2,33 %   |
| російська  | 0,12 %   |